# Rajd Safari 2000
Rezultaty Rajdu Safari (48th Sameer Safari Rally Kenya), eliminacji Rajdowych Mistrzostw Świata w 2000 roku, który odbył się w dniach 25 lutego – 27 lutego. Była to trzecia runda czempionatu w tamtym roku i druga szutrowa, a także trzecia w Production World Rally Championship. Bazą rajdu było miasto Nairobi. Zwycięzcami rajdu została brytyjska załoga Richard Burns i Robert Reid jadący Subaru Imprezą WRC. Wyprzedzili oni Finów Juhę Kankkunena i Juhę Repo w Subaru Imprezie WRC oraz Francuzów Didiera Auriola i Denisa Giraudeta w Seacie Córdobie WRC. Z kolei w Production WRC zwyciężyli Argentyńczycy Claudio Menzi i Edgardo Galindo w Mitsubishi Lancerze Evo VI.
Rajdu nie ukończyło sześć załóg fabrycznych. Fin Tommi Mäkinen w Mitsubishi Lancerze Evo VI wycofał się z rajdu na 2. odcinku specjalnym z powodu awarii zawieszenia. Jego partner z zespołu Mitsubishi, Belg Freddy Loix, odpadł z rajdu na 7. oesie z tego samego powodu, co Mäkinen. Brytyjczyk Colin McRae, jadący Fordem Focusem WRC, wycofał się 8. oesie na skutek awarii silnika. Z kolei Fin Toni Gardemeister w Seacie Córdobie WRC zrezygnował z dalszej jazdy w rajdzie na 2. odcinku specjalnym na skutek złego stanu zdrowia pilota Paavo Lukandera. Z rajdu odpadli także dwaj kierowcy Peugeota 206 WRC. Francuz Gilles Panizzi wycofał się na 4. oesie na skutek awarii zawieszenia, a Fin Marcus Grönholm na 8. oesie na skutek awarii sprzęgła.

## Klasyfikacja ostateczna
| Miejsce                     | Zawodnik                  | Pilot                     | Samochód                  | Czas                      | Strata                    | Grupa                     | Punkty                    |
| WRC (pierwsza dziesiątka)   | WRC (pierwsza dziesiątka) | WRC (pierwsza dziesiątka) | WRC (pierwsza dziesiątka) | WRC (pierwsza dziesiątka) | WRC (pierwsza dziesiątka) | WRC (pierwsza dziesiątka) | WRC (pierwsza dziesiątka) |
| --------------------------- | ------------------------- | ------------------------- | ------------------------- | ------------------------- | ------------------------- | ------------------------- | ------------------------- |
| 1.                          | Richard Burns             | Robert Reid               | Subaru Impreza WRC        | 8:33:13.0                 |                           | A8 M                      | 10                        |
| 2.                          | Juha Kankkunen            | Juha Repo                 | Subaru Impreza WRC        | 8:37:50.0                 | +4:37.0                   | A8 M                      | 6                         |
| 3.                          | Didier Auriol             | Denis Giraudet            | SEAT Córdoba WRC          | 8:55:57.0                 | +22:44.0                  | A8 M                      | 4                         |
| 4.                          | Carlos Sainz              | Luís Moya                 | Ford Focus WRC            | 9:01:31.0                 | +28:18.0                  | A8 M                      | 3                         |
| 5.                          | Petter Solberg            | Phil Mills                | Ford Focus WRC            | 9:04:40.0                 | +31:27.0                  | A8                        | 2                         |
| 6.                          | Toshihiro Arai            | Roger Freeman             | Subaru Impreza WRC        | 9:19:16.0                 | +46:03.0                  | A8 TC                     | 1                         |
| 7.                          | Armin Schwarz             | Manfred Hiemer            | Škoda Octavia WRC         | 9:32:11.0                 | +58:58.0                  | A8 M                      |                           |
| 8.                          | Luís Climent              | Alex Romaní               | Škoda Octavia WRC         | 9:51:13.0                 | +1:18:00.0                | A8 M                      |                           |
| 9.                          | Claudio Menzi             | Edgardo Galindo           | Mitsubishi Lancer Evo VI  | 10:39:07.0                | +2:05:54.0                | N4                        |                           |
| 10.                         | Roberto Sánchez           | Jorge del Buono           | Subaru Impreza WRX        | 10:57:05.0                | +2:23:52.0                | N4                        |                           |
| PWRC (punktujący zawodnicy) |                           |                           |                           |                           |                           |                           |                           |
| 1. (9.)                     | Claudio Menzi             | Edgardo Galindo           | Mitsubishi Lancer Evo VI  | 10:39:07.0                |                           | N4                        | 10                        |
| 2. (10.)                    | Roberto Sánchez           | Jorge del Buono           | Subaru Impreza WRX        | 10:57:05.0                | +17:58.0                  | N4                        | 6                         |
| 3. (11.)                    | Manfred Stohl             | Peter Müller              | Mitsubishi Lancer Evo VI  | 11:02:53.0                | +23:46.0                  | N4                        | 4                         |
| 4. (13.)                    | Saladin Mazlan            | Allen Oh                  | Subaru Impreza WRX        | 12:08:38.0                | +1:29:31.0                | N4                        | 3                         |
| 5. (14.)                    | Phineas Kimathi           | Abdul Sidi                | Subaru Impreza 555        | 12:16:29.0                | +1:37:22.0                | N4                        | 2                         |
| 6. (15.)                    | Shaheed Wissanji          | Mo Verjee                 | Subaru Impreza WRX        | 13:41:12.0                | +3:02:05.0                | N4                        | 1                         |

1. ↑  Litera M przy oznaczeniu grupy do której należy samochód oznacza, iż tylko ci kierowcy zdobywali punkty dla swoich zespołów liczonych w klasyfikacji producentów na koniec sezonu.

## Zwycięzcy odcinków specjalnych
| Dzień      | Odcinek | G. rozp. | Nazwa      | Długość   | Zwycięzca     | Czas      | Lider rajdu   |
| ---------- | ------- | -------- | ---------- | --------- | ------------- | --------- | ------------- |
| 1 (25 LUT) | SS1     | 11:28    | Orien 1    | 112.43 km | Didier Auriol | 47:13.0   | Didier Auriol |
| 1 (25 LUT) | SS2     | 13:34    | Oltepesi 1 | 116.92 km | Richard Burns | 54:06.0   | Richard Burns |
| 1 (25 LUT) | SS3     | 15:58    | Olorian 1  | 71.40 km  | Richard Burns | 35:04.0   | Richard Burns |
| 1 (25 LUT) | SS4     | 16:43    | Kajiado 1  | 50.09 km  | Richard Burns | 23:44.0   | Richard Burns |
| 2 (26 LUT) | SS5     | 07:44    | Marigat    | 123.21 km | Richard Burns | 1:00:04.0 | Richard Burns |
| 2 (26 LUT) | SS6     | 10:15    | Nyaru      | 68.64 km  | Carlos Sainz  | 46:15.0   | Richard Burns |
| 2 (26 LUT) | SS7     | 13:38    | Morendat   | 93.81 km  | Carlos Sainz  | 46:03.0   | Richard Burns |
| 2 (26 LUT) | SS8     | 16:12    | Marigat    | 59.92 km  | Carlos Sainz  | 27:55.0   | Richard Burns |
| 3 (27 LUT) | SS9     | 07:08    | Orien 2    | 112.43 km | Didier Auriol | 47:54.0   | Richard Burns |
| 3 (27 LUT) | SS10    | 09:14    | Oltepesi 2 | 116.92 km | Richard Burns | 56:11.0   | Richard Burns |
| 3 (27 LUT) | SS11    | 11:43    | Olorian 2  | 71.40 km  | Carlos Sainz  | 34:48.0   | Richard Burns |
| 3 (27 LUT) | SS12    | 12:28    | Kajiado 2  | 50.09 km  | Carlos Sainz  | 23:18.0   | Richard Burns |

## Klasyfikacja po 3 rundach
Tabele przedstawiają tylko pięć pierwszych miejsc.

### Kierowcy
| Lp. | Kierowca        | Pkt |
| --- | --------------- | --- |
| 1   | Tommi Mäkinen   | 16  |
| 2   | Richard Burns   | 12  |
| 3   | Juha Kankkunen  | 11  |
| 4   | Marcus Grönholm | 10  |
| 5   | Carlos Sainz    | 9   |

### Producenci
| Lp. | Producent                    | Pkt |
| --- | ---------------------------- | --- |
| 1   | Subaru World Rally Team      | 25  |
| 2   | Marlboro Mitsubishi Ralliart | 18  |
| 3   | Ford Motor Co                | 13  |
| 4   | Peugeot Esso                 | 11  |
| 5   | SEAT Sport                   | 7   |